# Q-Ball: Billiards Master
Q-Ball: Billiards Master est un jeu vidéo de billard développé par Ornith et sorti en 2000 sur PlayStation 2.

## Accueil
- Jeuxvideo.com : 14/20[1]